# Ross McGinnis
Ross Andrew McGinnis (ur. 14 czerwca 1987, zm. 4 grudnia 2006) – amerykański żołnierz. Zginął w Iraku.

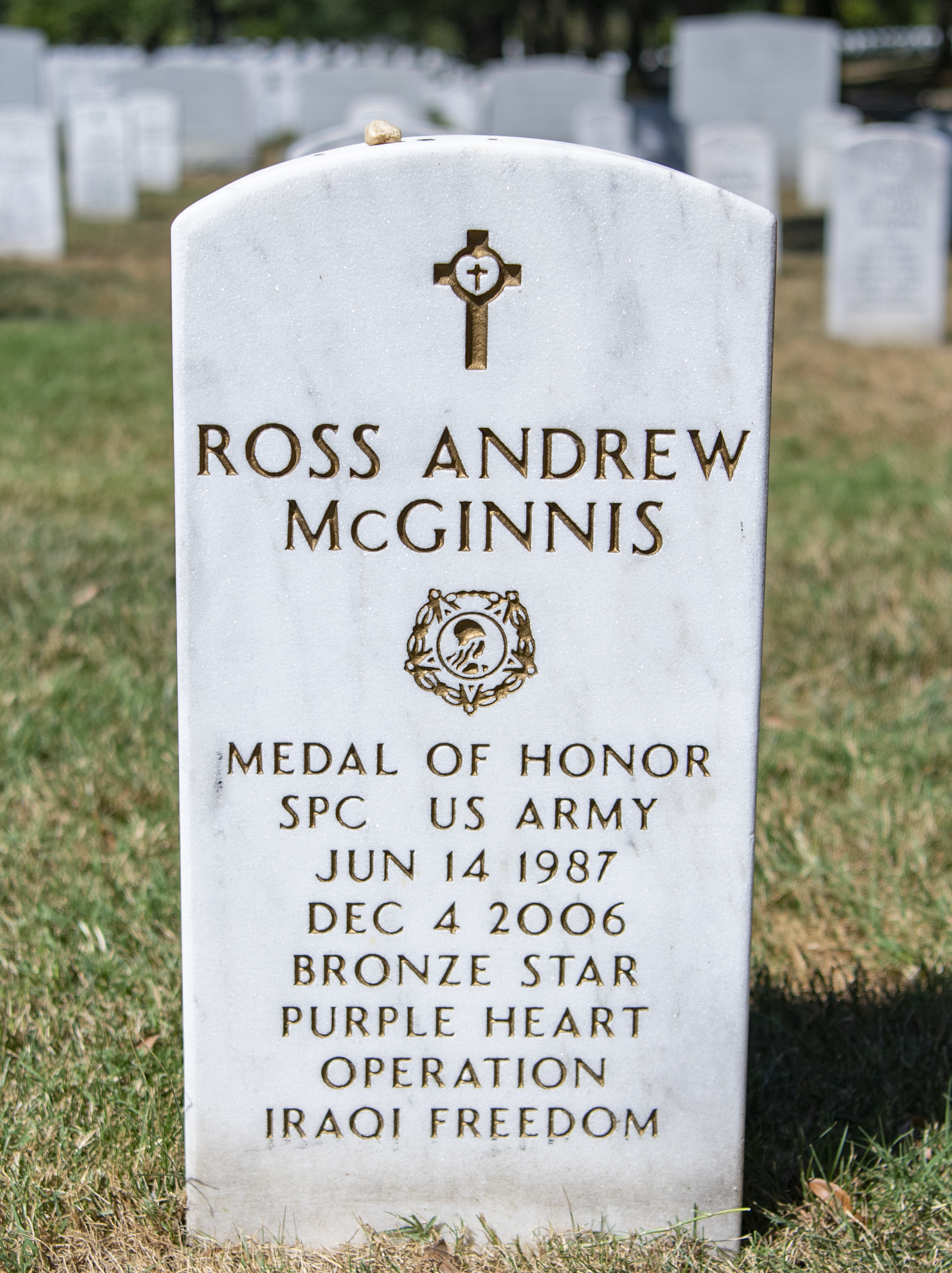

Został czwartym żołnierzem amerykańskim, który za swoje bohaterstwo podczas II wojny w Zatoce Perskiej został pośmiertnie odznaczony Medalem Honoru, najwyższym odznaczeniem wojskowym Stanów Zjednoczonych. Dokonał tego prezydent George W. Bush podczas ceremonii 2 czerwca 2008 roku.

## Odznaczenia
- Medal Honoru
- Srebrna Gwiazda
- Brązowa Gwiazda
- Purpurowe Serce